# 李志
李志（1978年10月13日—），男，汉族，中国大陆歌手，太合音乐集团旗下的太合麦田音乐厂牌音乐人，现居江苏省南京市。李志是中国当代民谣的代表人物之一，也是中国大陆独立音乐圈内知名度较高的音乐人。自2019年4月12日起，李志停止活动，其音乐作品在中国大陆各音乐流媒体平台被陆续下架，其个人微博等社交媒体帐号相继被注销，因长期无法正常演出，李志乐队于2021年中旬暂时解散。

## 经历

### 探索音乐
1978年，李志生于江苏金坛。1995年国庆节，高二的李志买了第一把吉他，从此走上音乐的道路。1997年，李志考入位于江苏省南京市的东南大学自动控制专业，喜欢Pink Floyd、罗大佑。
1998年，李志开始学习作曲，1999年夏天，李志从东南大学退学并前往北京，由于不适应北京环境，不久回到南京；随后几年，李志在南京做过酒吧歌手，民谣吉他教员，琴行工作人员，参加过现拇指姑娘乐队主唱刘子芙在当时组建的胎记乐队，任和声与打击乐手。化名陈小二参与了2003年南京大学校园民谣专辑《影秋》的录制。

### 独立音乐人
2004年～2006年期間，李志制作了三张Lo-fi个人专辑。前两张后由口袋唱片以《被禁忌的游戏》《梵高先生》发行，第三张《这个世界会好吗》没有再版。2007年～2009年期間，在成都从事通讯行业，见缝插针地进行“单刀赴会”系列演出，其北京站现场录制成现场专辑《工体东路没有人》。
2009年9月，完成第四张专辑《我爱南京》，10月16日，在南京举行首发演出后，开展“动物凶猛”巡演34场，历时70天。2010年1月制作了《二零零九年十月十六日事件》DVD和CD，限量100张赠送。2010年9月 完成第五张专辑《你好，郑州》，同时官方网站正式上线，并在官方网站提供全部视频音频资料的下载。开展了“自由下载，自由定价”的活动。但是随后不久，官方网站在中国大陆地区无法正常访问。
2011年3月出版《你妈逼》限量100本出售。8、9月 在欧洲包括巴黎，阿姆斯特丹，柏林等城市巡演。2011年上半年发行《我们也爱南京》汤臣艺术基金跨年音乐会DVD／CD套装，赠送在官网捐赠的部分朋友。2011年9月发行第六张专辑《F》的数字版。并在新的官方网站照例提供下载。网络支付的金额，仍然完全由听众自行决定。
2014年12月31日，i/O跨年演唱会上首次与乐视网合作，4K超清直播演唱会视频。
2018年，由于《明日之子》节目屡次侵权，李志因而在新浪微博平台上向侵权公司騰訊喊话。公开维权从7月3日开始，到12日结束；针对第二季的侵权“再犯”行为，主张惩罚性赔偿三百万人民币；其中文章《关于〈明日之子〉》至7月18日阅读量超过1008万。南方周末的报道中，称此次维权为一种行为艺术。
2018年10月23日，李志宣布与太合音乐集团旗下的麦田音乐厂牌达成合作。

### 被中國大陸封杀
2019年2月22日，李志团队曾在李志个人微博发出一张在医院带着病号手环的照片，同时宣布叁叁肆四川巡演取消的消息。4月3日，四川省文化和旅游厅通报，2月紧急叫停了某“行为不端”知名声乐演员计划在川23场次个人巡演活动。但官方没有明确指出该人姓名，也没有对“行为不端”做出具体的解释。大众普遍猜测该声乐演员为李志。4月4日，李志方面向《北京青年报》回应称，称四川的巡演在2月底就已经因李志住院做手术而取消。 四川省文化市场执法监督局则称，这次执法他们是依据《营业性演出管理条例》中关于演出规范的要求，认为该艺人不适合在四川演出，因此提前叫停了其巡演。
2019年4月12日，李志被以“行為不端”之名遭中国大陆緊急封杀。李志的个人新浪微博账号、微信公众号、网易云音乐音乐人主页被关闭，其在中国大陆所有在线音乐平台发布的音乐作品被下架。 全國巡演“叁叁肆计划”的官方微博内容被清空，而李志的名字也成為了中國大陸網路的敏感詞彙。
百度貼吧李志吧也被封禁，贴吧页面提示：“抱歉，根据相关法律法规和政策，本吧暂不开放。”在中國大陸的視頻網站，仍然可以搜到李志的部分音樂作品視頻，在bilibili，可以正常搜索李志的部分音樂作品視頻，但是有關李志的大部分視頻，彈幕、評論已被關閉無法發言。
4月12日下午，李志方面对《北京青年报》表示，正在休养身体中的李志本人还不知道微博以及微信公众号被注销的情况，也不理解之前所谓“行为不端”的说法。
中國大陸網路有部分人認為他是因“吸毒”被封殺或因“身體不適”而隱退，但李志的“行為不端”普遍被認爲是指他曾写歌纪念六四事件和嘲讽中国大陆言论审查。中國大陸網路對六四事件相關的詞彙一向實行強力過濾屏蔽，因此官方未曾透露封殺的詳細原因。
此后，为规避网络审查，中国网民翻唱李志歌曲时，常以“逼哥”或“南京市民李先生”等做代称。

### 尝试复出
2020年2月24日，李志通过“叁叁肆计划”发布微博，为封杀后首次发声。此后这一微博账号先后改名为“浦镇青年”和“Asdzxcyuihjkqwe”，不定期发布李志个人信息。
2020年7月21日，秀动发布了2020“叁缺壹”朱格乐、阿玛妮、张怡然成都联合专场演出公告，公告上显示了除李志以外的所有李志乐队的成员。预计于2020年8月8日、9日、12日、13日，共演出计4场，每场的售价300元，演出地点为成都正火艺术中心，这个场地正是当年叁叁肆计划四川巡演被取消的一站。题目中“叁”指：朱格乐，阿玛妮，张怡然，三人为李志乐队中的和声组。“壹”指李志。微博由李志微博账号“Asdzxcyuihjkqwe”转发，猜测李志疑似出场。
2020年8月1日，东海音乐节十周年拟邀南京李志及乐队，作为2020年9月6日压轴乐队出场。同年8月3日有人在浙江政务服务网的统一政务咨询投诉举报平台匿名举报，询问是否“默认该行为不端艺人的复出”，并称李志“对广大青少年带来价值观人生观的不良影响”。舟山市文化和广电旅游体育局对举报予以回复，称“普朱管委会文旅局特向省市营业性演出审批部门请示该艺人演出的合规性。经审核，该艺人参加营业性演出符合相关要求。”，确认了李志将在东海音乐节出场。8月29日，东海音乐节在其新浪微博宣布：因台风美莎克延期。
2020年8月8日，在成都正火艺术中心的“叁缺壹”演出上，李志在屏幕上展现出“缺一”字样之后，出现在灯光之中。这是自2019年4月12日被封杀之后，李志首次登台演出。演出中间开玩笑自称自18年之后身体一直抱恙，故而花一年时间进行休整。
2020年9月13日，哈尔滨麦浪嘉年华音乐节，李志在原定节目表为空白的压轴时段登台演出，全场演出途中没有说一句话，表演结束后介绍团队并感谢哈尔滨。麦浪嘉年华的主办方太合音乐集团旗下子公司太合麦田正是2018年与李志达成合作的唱片公司。在登台前的半小时，太合麦田主理人老狼连发3条微博以歌名的形式预告李志将会在半小时后登台演出。
2021年5月23日，李志团队在长春“GOIN LIVE”进行“叁缺贰”朱格乐、阿玛妮、张怡然联合专场演出。“叁缺贰”代表李志与口琴手陈岍工作行程冲突缺席。主办方在售票前就明确表示李志不会登台演出。当天李志虽也随队到场，但是如预告的一样李志全程没有登台演出。演出结束后播放了李志预录制的只有吉他伴奏的《和你在一起》、《想起了她》等歌曲。李志后在“GOIN LIVE”旁的酒吧现身，手持扩音喇叭唱了几句《天空之城》。
2023年1月8日，李志在广州“声音共和”举办的老狼专场演出中现身于观众席，在老狼、张玮玮、郭龙、木玛等人演唱《天空之城》时向全场观众挥手致意。后穿卫衣遮面在台上背对观众合唱《在劫难逃》、《爱的箴言》等曲目。
2024年4月20日至5月2日，李志及其乐队在日本大阪，名古屋，福冈，仙台，东京五个城市进行巡演，巡演主题“叁缺壹”。

## 家庭
2013年9月13日，李志与任帅（微博昵称：任怂怂）举行婚礼。
2014年，诞有一女，小名“多多”。

## 乐队
李志乐队的主要合作乐手都来自南京。李志的演出团队除了乐队成员，有专业的乐器技师、灯光师、音响师、VR等一套完整的体系，甚至连设备搬运和舞台布线都有相对应的专门团队负责。
在几张专辑录制过程中，曾经和张玮玮、老狼、荒井壮一郞、万晓利、邵夷贝、江建民等有多次合作。李志大学时代的好友刘威在前三张专辑中担任了制作人和乐手，之后也一直参与了李志的音乐制作。吉松浩也是李志现场演出录音上的长期合作伙伴。
姜北生从2009年起就一直全面负责李志跨年音乐会的技术支持以及调音工作。灯光则是与来自日本的早川绫子合作，即使是音乐节等拥有主办方的演出场合李志也会选择使用自己的灯光师以带来更好的灯光效果。

### 主要成员
由于李志自2019年后已基本停止活动，以下阵容为2012年《108个关键词》跨年音乐会起至2019年叁叁肆巡演中断期间主要人员构成。
- 鼓手：余赣宁 / 张蔚
- 吉他：袁峥、赵永庆
- 贝斯：张雯
- 键盘：李天雄 / 郭昱欣
- 口琴：陈岍
- 打击乐：魏星 / 陈帅文[25]
- 和声：阿玛妮、朱格乐、张怡然、姚斌[26]
- 小提琴：吴璇 [27]
- 灯光师：早川绫子
- 调音师：姜北生

2024 叁缺壹 (Three Missing One) JAPAN Tour 2024 阵容名单，团队成员有：
- 吉他：赵永庆/周亮
- 贝斯：张雯
- 键盘：李天雄
- 鼓手：魏星
- 打击乐：陈帅文
- 口琴：陈岍
- 和声：朱格乐/阿玛妮/张怡然

### 早期成员
- 吉他：王春、赵翔、吉松浩
- 键盘：杨乔、陶晶、胡欣
- 管乐：张凯鹏、徐晓进、杨文广
- 贝斯：卡比、刘威
- 大提琴：梁露

## 作品

### 音乐专辑
| 专辑                                                            | 性质       | 发行日期                          | 曲目数              | 备注 |
| --------------------------------------------------------------- | ---------- | --------------------------------- | ------------------- | --- |
| 被禁忌的游戏 (The Forbidden Game)                               | 录音室专辑 | 2005-12-01                        | 9                   | 李志的个人第一张专辑，2004年10月至12月于南京录制。 《红色气球》是李志创作并录制成型的第一首歌。 专辑发行时并未使用李志的名字，而是署了李志当时的网名B&B。 后由“口袋唱片”购买并发行成为如今的《被禁忌的游戏》。 |
| 梵高先生 (Mr. Van Gogh)                                         | 录音室专辑 | 2005-12-25                        | 9                   | |
| 这个世界会好吗 (Has Man a Future)                               | 录音室专辑 | 2006-11-20                        | 10                  | CD一张，2006年9月份开始录制，11月完工的音乐。 |
| 我爱南京 (In Love with Nanjing)                                 | 录音室专辑 | 2009-10-16                        | 9 + 7               | 双CD |
| 你好，郑州 (Hello Zhengzhou)                                    | 录音室专辑 | 2010-09-01                        | 10                  | |
| F                                                               | 录音室专辑 | 2011-09-28(数字) 2014-05-22(实体) | 9                   | 李志第一次尝试无实体唱片，2011年首次发行时只发行了网络数字版。 专辑上市时在李志官网开放下载链接，并采用“先下载后自由付费”的方式。 2014年与京东联合出版发行实体唱片。 |
| 1701                                                            | 录音室专辑 | 2014-05-22                        | 8                   | 专辑名取自好友的排练房房号 李志第七张录音室创作专辑 |
| 8                                                               | 录音室专辑 | 2016-10-18                        | 9                   | 李志：“我一直想翻唱儿歌，去年和乐队录了这几首。 做好之后大家觉得太难听，可能小孩子不喜欢，于是一直就没公开。 几天前我的一个好朋友五十岁得子，没什么拿得出手的礼物，想来想去就送它吧，一点儿心意。” 公益专辑，免费试听下载。 |
| 在每一条伤心的应天大街上 (Through Every Sad Street)             | 录音室专辑 | 2016-11-20                        | 8                   | 少量发行实体版 |
| 将进酒                                                          | 现场专辑   | 2007-11-11                        | 16                  | 碟1：2007年4月30日北京星光现场 “将进酒” 演唱会 碟2：2007年迷笛现场+电台采访录音 |
| 工体东路没有人 (No One out on the Street)                       | 现场专辑   | 2009-01-22                        | 16                  | 来自 2009年1月11日北京愚公移山 “李志单刀赴会个人弹唱专场” 通过网络发行免费下载 |
| 二零零九年十月十六日事件                                        | 现场专辑   | 2010-01-30                        | 12 + 14             | 来自 2009年10月16日李志《我爱南京》专辑南京首发现场实录 双CD+双DVD，制作100张限量赠送。 |
| 我们也爱南京                                                    | 现场专辑   | 2011-09-18                        | 11 + 6 + 13 + 10    | 来自 2010-2011 “我们也爱南京/汤臣艺术基金二零一零跨年音乐会” 四DVD+四CD |
| IMAGINE                                                         | 现场专辑   | 2012                              | 10 + 14             | 来自 2011-2012 “IMAGINE” 跨年音乐会 双CD+双DVD |
| 108个关键词 (108 Keywords)                                      | 现场专辑   | 2013                              | 7 + 9               | 来自 2012-2013 “108个关键词/李志的自我修养2012年度汇报演出” 跨年音乐会 双CD+双DVD |
| 勾三搭四 (Three and Four)                                       | 现场专辑   | 2014-04-01                        | 11 + 10             | 来自 2013-2014 “勾三搭四” 跨年音乐会 双CD |
| i/O                                                             | 现场专辑   | 2015-01-21                        | 11                  | 来自 2014-2015 “i/O” 跨年音乐会 开始仅通过网络发行 |
| 看见 (Seen)                                                     | 现场专辑   | 2015-06-27                        | 10                  | 来自 2015年6月27日 “看见” 巡回演唱会北京站 其中《梵高先生》来自玩偶之主录音棚，并非巡演曲目。 |
| 动静 (Square)                                                   | 现场专辑   | 2016-03-14                        | 11                  | 来自 2015-2016 “动静” 跨年音乐会 |
| 李志北京不插电现场 (LiZhi Unplugged Live in Beijing)            | 现场专辑   | 2016-08-11                        | 12                  | 来自 2016年5月29日 “北京‘降噪’Ⅳ摇滚·民谣系列音乐会” 李志专场 |
| 李志、电声与管弦乐 (LiZhi Band and Orchestra)                   | 现场专辑   | 2017-05-16                        | 12                  | 来自 2016-2017 “家” 跨年音乐会，管弦乐章节与靳海音管弦乐团共同演绎。 少量发行实体版 |
| 爵士乐与不插电新编12首 (LiZhi Jazz and Unplugged 12 Songs)      | 现场专辑   | 2018-04-16                        | 12                  | 来自 2017-2018 “相信未来” 跨年音乐会 不插电章节与南京青年乐手合作，爵士乐章节则与JZ Music爵士上海合作。 少量发行实体版。 |
| 李志、电声与管弦乐Ⅱ (LiZhi Band and Orchestra II)               | 现场专辑   | 2018-05-16                        | 9                   | 来自 2017-2018 “相信未来” 跨年音乐会，管弦乐章节再次与靳海音管弦乐团合作。 少量发行实体版。 |
| THREE MISSING ONE JAPAN Tour 2024 in Tokyo                      | 现场专辑   | 2025-06-13                        | 8+6(2CD) 6+4+4(3LP) | 来自2024年5月2日“叁缺壹 (Three Missing One) JAPAN Tour 2024”巡回演唱会东京站。 此专辑于2025年6月13日起以CD和12寸LP的形式推出，仅在日本限定发行。 |
| Best Selection Songs 2004-2018 〜ママ、この世界に未来はあるの〜 | 精选辑     | 2019-04-01(2CD) 2019-04-13(2LP)   | 10 + 10             | 李志的第一张精选辑，碟1是录音室版本，碟2是同作品的现场演出版本。 专辑汇集了李志从2004年出道开始，于14年间发表的所有专辑中最精选的10首代表曲目。 此专辑于2019年4月1日以CD的形式推出，并于2019年4月28日推出第二版，于2019年11月推出第三版。 此专辑于2019年4月13日起以12寸LP的形式推出，并于2019年7月10日推出第二版,于2021年5月推出第四版。 此专辑仅在日本限定发行。 |
| Best Selection Songs 2004-2018 (Volume.2) "Ballads" (叙事歌)    | 精选辑     | 2020-05-18(2LP) 2020-05-27(2CD)   | 12 + 12             | 李志的第二张精选辑，碟1是录音室版本，碟2是同作品的现场演出版本。 其中碟2《被禁忌的游戏》现场演出版本来自 2018-2019 “洗心革面” 跨年音乐会，为首次发行。 此专辑于2020年5月18日以CD的形式推出。 此专辑于2020年5月27日以12寸LP的形式推出，并于2020年6月 推出第二版。 此专辑仅在日本限定发行。                                                                         |
| Best Selection Songs 2004-2018 (Volume.3) "倒影" (Reflection)   | 精选辑     | 2021-11-12(2LP) 2021-12-24(2CD)   | 10 + 10             | 李志的第三张精选辑，碟1是录音室版本，碟2是同作品的现场演出版本。 其中碟2《一个夜晚》和《倒影》现场演出版本来自 2018-2019 “洗心革面” 跨年音乐会，为首次发行。 此专辑于2021年7月以12寸LP的形式推出，并于2021年12月推出第二版。 此专辑于2021年12月24日以CD的形式推出。 此专辑仅在日本限定发行。                                                                      |

### 电影配乐
| 年份 | 配乐                  | 电影     | 导演   |
| ---- | --------------------- | -------- | ------ |
| 2012 | 日                    | 浮城谜事 | 娄烨   |
| 2015 | 这个世界会好吗 2015版 | 闯入者   | 王小帅 |

### DVD
| 年份 | DVD                      |
| ---- | ------------------------ |
| 2007 | 将进酒                   |
| 2010 | 二零零九年十月十六日事件 |
| 2011 | 我们也爱南京             |
| 2012 | IMAGINE                  |
| 2013 | 108个关键词              |

## 演出经历

### 跨年演唱会
| 年份      | 主题                                        | 演出地点               | 嘉宾                                                                      |
| --------- | ------------------------------------------- | ---------------------- | ------------------------------------------------------------------------- |
| 2009-2010 | 无 动物凶猛第35站                           | 义乌隔壁酒吧           |                                                                           |
| 2010-2011 | 我们也爱南京 汤臣艺术基金二零一零跨年音乐会 | 江南剧院               | （按出场顺序） 欢庆、小河、周云蓬、马条、吴吞、万晓利、郭龙、张玮玮、苏阳 |
| 2011-2012 | IMAGINE                                     | 南京创意中央           | 声音玩具、声音碎片                                                        |
| 2012-2013 | 108个关键词 李志的自我修养2012年度汇报演出  | 江南剧院               | 张楚                                                                      |
| 2013-2014 | 勾三搭四                                    | 江南剧院               | 叶蓓                                                                      |
| 2014-2015 | i/O                                         | 南京太阳宫剧场         | 朴树                                                                      |
| 2015-2016 | 动静                                        | 南京太阳宫剧场         | 丁薇                                                                      |
| 2016-2017 | 家                                          | 南京奥体中心体育馆     | 崔健                                                                      |
| 2017-2018 | 相信未来                                    | 南京奥体中心体育馆     | 郑钧                                                                      |
| 2018-2019 | 洗心革面                                    | 欧拉艺术空间（邀请制） | 七八点乐队、木马乐队                                                      |

### 巡回演唱会
| 年份     | 主题                        | 场数        |
| -------- | --------------------------- | ----------- |
| 2007     | 將進酒                      |             |
| 2008     | 单刀赴会                    |             |
| 2009     | 动物凶猛                    | 34          |
| 2010     | 去没去过的地方              |             |
| 2012     | Shine On You Crazy Prostate |             |
| 2013     | 春末的南方城市              | 7           |
| 2013     | 杀鸡取卵                    |             |
| 2014     | 挺                          |             |
| 2015     | 看见                        | 6           |
| 2016     | 动静                        | 17          |
| 2017至今 | 叁叁肆计划                  | 334（设想） |
| 2024     | 叁缺壹 JAPAN Tour 2024      | 5           |

## 叁叁肆计划
李志于2017年发起了名为“叁叁肆计划”的长期巡演计划，计划用12年的时间走遍中國334个行政地级市进行演出。每年在二至三个省进行两轮演出，春天主要安排在南方，夏天主要安排在北方。2019年2月22日，李志团队宣布叁叁肆四川巡演取消的消息。4月3日，四川省文化和旅游厅通报，2月紧急叫停了某“行为不端”知名声乐演员计划在川23场次个人巡演活动。“叁叁肆计划”因李志的“被封杀”而宣告暂停。
| 年份 | 春季 | 春季    | 春季     | 春季                                | 春季     | 夏季                                     | 夏季                                     | 夏季                                     | 夏季                                     | 夏季                                     |
| 年份 | 省份 | 日期    | 城市     | 地点                                | 备注     | 省份                                     | 日期                                     | 城市                                     | 地点                                     | 备注                                     |
| ---- | ---- | ------- | -------- | ----------------------------------- | -------- | ---------------------------------------- | ---------------------------------------- | ---------------------------------------- | ---------------------------------------- | ---------------------------------------- |
| 2017 | 安徽 | 3月6日  | 滁州     | 飞栋汽车俱乐部                      |          | 陕西                                     | 7月7日                                   | 西安                                     | 1935 Livehouse                           |                                          |
| 2017 | 安徽 | 3月9日  |          | 9号楼音乐酒吧                       |          | 陕西                                     | 7月8日                                   | 西安                                     | 1935 Livehouse                           |                                          |
| 2017 | 安徽 | 3月11日 | 宿州     | 海森健体中心                        |          | 陕西                                     | 7月11日                                  | 商洛                                     | 商洛国际会议中心                         |                                          |
| 2017 | 安徽 | 3月14日 | 淮北     | 口子国际酒店宴会厅                  |          | 陕西                                     | 7月13日                                  | 渭南                                     | 朝阳音乐茶座                             | 因故取消                                 |
| 2017 | 安徽 | 3月16日 | 毫州     | 药都银行大剧院（毫州剧场）          |          | 陕西                                     | 7月15日                                  | 铜川                                     | 漫色音乐酒馆                             |                                          |
| 2017 | 安徽 | 3月18日 | 阜阳     | 太平洋大酒店                        |          | 陕西                                     | 7月18日                                  | 延安                                     | 协园贵宾楼                               |                                          |
| 2017 | 安徽 | 3月21日 | 淮南     | 木屋 Livehouse 御景山庄             | 场地变更 | 陕西                                     | 7月22日                                  | 榆林                                     | 煤海大剧院 佛达角酒店宴会厅              | 场地变更                                 |
| 2017 | 安徽 | 3月24日 | 六安     | 寒潮酒吧                            |          | 宁夏                                     | 7月25日                                  | 石嘴山                                   | 圣水长江大酒店                           |                                          |
| 2017 | 安徽 | 3月26日 | 安庆     | ONE THE WAY                         |          | 宁夏                                     | 7月28日                                  | 银川                                     | 虹乐音乐酒吧                             |                                          |
| 2017 | 安徽 | 3月30日 | 池州     | 大九华宾馆                          |          | 宁夏                                     | 7月29日                                  | 银川                                     | 虹乐音乐酒吧                             |                                          |
| 2017 | 安徽 | 4月1日  | 铜陵     | 动静 Livehouse                      |          | 宁夏                                     | 7月31日                                  | 吴忠                                     | 班纳音乐酒吧                             |                                          |
| 2017 | 安徽 | 4月5日  | 黄山     | 青年公社 Livehouse                  |          | 宁夏                                     | 8月4日                                   | 中卫                                     | 大河体育馆                               |                                          |
| 2017 | 安徽 | 4月7日  | 宣城     | 红星 Livehouse                      |          | 宁夏                                     | 8月6日                                   | 固原                                     | 德龙商务酒店                             |                                          |
| 2017 | 安徽 | 4月9日  | 芜湖     | 内思剧院                            |          | 陕西                                     | 8月9日                                   | 宝鸡                                     | 唯 Livehouse 怡和酒店会议厅              | 场地变更                                 |
| 2017 | 安徽 | 4月11日 | 马鞍山   | 光阴的故事                          |          | 陕西                                     | 8月11日                                  | 咸阳                                     | 丹色艺术培训中心 启迪科技会展酒店        | 场地变更                                 |
| 2017 | 安徽 | 4月15日 | 合肥     | ON THE WAY                          |          | 陕西                                     | 8月13日                                  | 汉中                                     | Soul Park                                |                                          |
| 2017 | 安徽 | 4月16日 | 合肥     | ON THE WAY                          |          | 陕西                                     | 8月16日                                  | 安康                                     | PAPU Livehouse 安康剧院                  | 场地变更                                 |
| 2018 | 云南 | 3月3日  | 昭通     | 党校多功能厅                        |          | 山东                                     | 7月6日                                   | 济南                                     | 班卓音乐酒吧                             |                                          |
| 2018 | 云南 | 3月5日  | 曲靖     | 荒 Livehouse                        |          | 山东                                     | 7月7日                                   | 济南                                     | 班卓音乐酒吧                             |                                          |
| 2018 | 云南 | 3月7日  | 玉溪     | 玉溪报业创意工厂                    |          | 山东                                     | 7月11日                                  | 威海                                     | 海都大酒店                               |                                          |
| 2018 | 云南 | 3月10日 | 西双版纳 | 喜来登酒店                          |          | 山东                                     | 7月14日                                  | 烟台                                     | 胶东剧院                                 |                                          |
| 2018 | 云南 | 3日13日 | 普洱     | 普洱大剧院音乐厅                    |          | 山东                                     | 7月16日                                  | 潍坊                                     | Pluto Club                               |                                          |
| 2018 | 云南 | 3月17日 | 临沧     | 和堂玥春大酒店                      |          | 山东                                     | 7月19日                                  | 日照                                     | 好戏 Livehouse                           |                                          |
| 2018 | 云南 | 3月21日 | 德宏     | 润美酒店                            |          | 山东                                     | 7月21日                                  | 临沂                                     | 翔宇豪生大酒店                           |                                          |
| 2018 | 云南 | 3月24日 | 保山     | 保山影剧院 永昌会堂                 | 场地变更 | 山东                                     | 7月24日                                  | 枣庄                                     | 波西米亚音乐酒吧                         |                                          |
| 2018 | 云南 | 3月27日 | 怒江     | 通达饭店                            |          | 山东                                     | 7月26日                                  | 菏泽                                     | 会盟台                                   |                                          |
| 2018 | 云南 | 3月30日 | 大理     | 床单厂                              |          | 山东                                     | 7月29日                                  | 济宁                                     | 声远舞台                                 |                                          |
| 2018 | 云南 | 3月31日 | 大理     | 床单厂                              |          | 山东                                     | 7月31日                                  | 莱芜                                     | 莱芜会展中心凤凰剧院                     |                                          |
| 2018 | 云南 | 4月3日  | 丽江     | 班布音乐现场                        |          | 山东                                     | 8月4日                                   | 泰安                                     | 泰山国际会展中心                         |                                          |
| 2018 | 云南 | 4月6日  | 迪庆     | 扎西德勒酒店                        |          | 山东                                     | 8月8日                                   | 淄博                                     | 淄博大剧院                               |                                          |
| 2018 | 云南 | 4月9日  | 楚雄     | 楚雄影剧院 楚雄州广播电视中心演播厅 | 场地变更 | 山东                                     | 8月11日                                  | 东营                                     | 黄河国际会展中心                         |                                          |
| 2018 | 云南 | 4月14日 | 红河     | 开远滇南翠怡酒店                    |          | 山东                                     | 8月15日                                  | 滨州                                     | 威尔仕白鹭湖大酒店                       |                                          |
| 2018 | 云南 | 4月16日 | 文山     | 文山凤凰锦江酒店                    |          | 山东                                     | 8月18日                                  | 德州                                     | 德州剧院                                 |                                          |
| 2018 | 云南 | 4月20日 | 昆明     | 南域之声 ART SPACE                  |          | 山东                                     | 8月20日                                  | 聊城                                     | 水城明珠大剧院                           |                                          |
| 2018 | 云南 | 4月21日 | 昆明     | 南域之声 ART SPACE                  |          | 山东                                     | 8月24日                                  | 青岛                                     | 青岛东方影都大剧院                       |                                          |
| 2018 |      |         |          |                                     | 8月25日  | 山东                                     |                                          | 青岛                                     | 青岛东方影都大剧院                       |                                          |
| 2019 | 四川 | 2月23日 | 广元     | 广元大剧院                          | 因故取消 | “叁叁肆计划”因李志的“被封杀”而宣告暂停。 | “叁叁肆计划”因李志的“被封杀”而宣告暂停。 | “叁叁肆计划”因李志的“被封杀”而宣告暂停。 | “叁叁肆计划”因李志的“被封杀”而宣告暂停。 | “叁叁肆计划”因李志的“被封杀”而宣告暂停。 |
| 2019 | 四川 | 2月27日 | 巴中     | 费尔顿凯莱大酒店                    | 因故取消 | “叁叁肆计划”因李志的“被封杀”而宣告暂停。 | “叁叁肆计划”因李志的“被封杀”而宣告暂停。 | “叁叁肆计划”因李志的“被封杀”而宣告暂停。 | “叁叁肆计划”因李志的“被封杀”而宣告暂停。 | “叁叁肆计划”因李志的“被封杀”而宣告暂停。 |
| 2019 | 四川 | 3月1日  | 达州     | 升华国际大酒店                      | 因故取消 | “叁叁肆计划”因李志的“被封杀”而宣告暂停。 | “叁叁肆计划”因李志的“被封杀”而宣告暂停。 | “叁叁肆计划”因李志的“被封杀”而宣告暂停。 | “叁叁肆计划”因李志的“被封杀”而宣告暂停。 | “叁叁肆计划”因李志的“被封杀”而宣告暂停。 |
| 2019 | 四川 | 3月3日  | 广安     | 广安大剧院                          | 因故取消 | “叁叁肆计划”因李志的“被封杀”而宣告暂停。 | “叁叁肆计划”因李志的“被封杀”而宣告暂停。 | “叁叁肆计划”因李志的“被封杀”而宣告暂停。 | “叁叁肆计划”因李志的“被封杀”而宣告暂停。 | “叁叁肆计划”因李志的“被封杀”而宣告暂停。 |
| 2019 | 四川 | 3月6日  | 南充     | 小楼 Livehouse                      | 因故取消 | “叁叁肆计划”因李志的“被封杀”而宣告暂停。 | “叁叁肆计划”因李志的“被封杀”而宣告暂停。 | “叁叁肆计划”因李志的“被封杀”而宣告暂停。 | “叁叁肆计划”因李志的“被封杀”而宣告暂停。 | “叁叁肆计划”因李志的“被封杀”而宣告暂停。 |
| 2019 | 四川 | 3月9日  | 遂宁     | 遂宁国际会展中心                    | 因故取消 | “叁叁肆计划”因李志的“被封杀”而宣告暂停。 | “叁叁肆计划”因李志的“被封杀”而宣告暂停。 | “叁叁肆计划”因李志的“被封杀”而宣告暂停。 | “叁叁肆计划”因李志的“被封杀”而宣告暂停。 | “叁叁肆计划”因李志的“被封杀”而宣告暂停。 |
| 2019 | 四川 | 3月11日 | 资阳     | 格林博雅饭店                        | 因故取消 | “叁叁肆计划”因李志的“被封杀”而宣告暂停。 | “叁叁肆计划”因李志的“被封杀”而宣告暂停。 | “叁叁肆计划”因李志的“被封杀”而宣告暂停。 | “叁叁肆计划”因李志的“被封杀”而宣告暂停。 | “叁叁肆计划”因李志的“被封杀”而宣告暂停。 |
| 2019 | 四川 | 3月13日 | 内江     | 万达嘉华酒店                        | 因故取消 | “叁叁肆计划”因李志的“被封杀”而宣告暂停。 | “叁叁肆计划”因李志的“被封杀”而宣告暂停。 | “叁叁肆计划”因李志的“被封杀”而宣告暂停。 | “叁叁肆计划”因李志的“被封杀”而宣告暂停。 | “叁叁肆计划”因李志的“被封杀”而宣告暂停。 |
| 2019 | 四川 | 3月15日 | 眉山     | 工商学院体育馆                      | 因故取消 | “叁叁肆计划”因李志的“被封杀”而宣告暂停。 | “叁叁肆计划”因李志的“被封杀”而宣告暂停。 | “叁叁肆计划”因李志的“被封杀”而宣告暂停。 | “叁叁肆计划”因李志的“被封杀”而宣告暂停。 | “叁叁肆计划”因李志的“被封杀”而宣告暂停。 |
| 2019 | 四川 | 3月17日 | 自贡     | 四川轻化工大学科学会馆              | 因故取消 | “叁叁肆计划”因李志的“被封杀”而宣告暂停。 | “叁叁肆计划”因李志的“被封杀”而宣告暂停。 | “叁叁肆计划”因李志的“被封杀”而宣告暂停。 | “叁叁肆计划”因李志的“被封杀”而宣告暂停。 | “叁叁肆计划”因李志的“被封杀”而宣告暂停。 |
| 2019 | 四川 | 3月20日 | 泸州     | 泸州市江阳艺术宫                    | 因故取消 | “叁叁肆计划”因李志的“被封杀”而宣告暂停。 | “叁叁肆计划”因李志的“被封杀”而宣告暂停。 | “叁叁肆计划”因李志的“被封杀”而宣告暂停。 | “叁叁肆计划”因李志的“被封杀”而宣告暂停。 | “叁叁肆计划”因李志的“被封杀”而宣告暂停。 |
| 2019 | 四川 | 3月23日 | 宜宾     | 酒都剧场                            | 因故取消 | “叁叁肆计划”因李志的“被封杀”而宣告暂停。 | “叁叁肆计划”因李志的“被封杀”而宣告暂停。 | “叁叁肆计划”因李志的“被封杀”而宣告暂停。 | “叁叁肆计划”因李志的“被封杀”而宣告暂停。 | “叁叁肆计划”因李志的“被封杀”而宣告暂停。 |
| 2019 | 四川 | 3月25日 | 乐山     | 峨眉山蓝光己庄酒店                  | 因故取消 | “叁叁肆计划”因李志的“被封杀”而宣告暂停。 | “叁叁肆计划”因李志的“被封杀”而宣告暂停。 | “叁叁肆计划”因李志的“被封杀”而宣告暂停。 | “叁叁肆计划”因李志的“被封杀”而宣告暂停。 | “叁叁肆计划”因李志的“被封杀”而宣告暂停。 |
| 2019 | 四川 | 3月29日 | 攀枝花   | 攀枝花宾馆会议中心                  | 因故取消 | “叁叁肆计划”因李志的“被封杀”而宣告暂停。 | “叁叁肆计划”因李志的“被封杀”而宣告暂停。 | “叁叁肆计划”因李志的“被封杀”而宣告暂停。 | “叁叁肆计划”因李志的“被封杀”而宣告暂停。 | “叁叁肆计划”因李志的“被封杀”而宣告暂停。 |
| 2019 | 四川 | 3月31日 | 凉山州   | 金鹰大剧院                          | 因故取消 | “叁叁肆计划”因李志的“被封杀”而宣告暂停。 | “叁叁肆计划”因李志的“被封杀”而宣告暂停。 | “叁叁肆计划”因李志的“被封杀”而宣告暂停。 | “叁叁肆计划”因李志的“被封杀”而宣告暂停。 | “叁叁肆计划”因李志的“被封杀”而宣告暂停。 |
| 2019 | 四川 | 4月3日  | 甘孜州   | 泸定体育馆                          | 因故取消 | “叁叁肆计划”因李志的“被封杀”而宣告暂停。 | “叁叁肆计划”因李志的“被封杀”而宣告暂停。 | “叁叁肆计划”因李志的“被封杀”而宣告暂停。 | “叁叁肆计划”因李志的“被封杀”而宣告暂停。 | “叁叁肆计划”因李志的“被封杀”而宣告暂停。 |
| 2019 | 四川 | 4月5日  | 雅安     | 天立学校骄子楼演播厅                | 因故取消 | “叁叁肆计划”因李志的“被封杀”而宣告暂停。 | “叁叁肆计划”因李志的“被封杀”而宣告暂停。 | “叁叁肆计划”因李志的“被封杀”而宣告暂停。 | “叁叁肆计划”因李志的“被封杀”而宣告暂停。 | “叁叁肆计划”因李志的“被封杀”而宣告暂停。 |
| 2019 | 四川 | 4月7日  | 绵阳     | 虹苑剧场                            | 因故取消 | “叁叁肆计划”因李志的“被封杀”而宣告暂停。 | “叁叁肆计划”因李志的“被封杀”而宣告暂停。 | “叁叁肆计划”因李志的“被封杀”而宣告暂停。 | “叁叁肆计划”因李志的“被封杀”而宣告暂停。 | “叁叁肆计划”因李志的“被封杀”而宣告暂停。 |
| 2019 | 四川 | 4月10日 | 德阳     | 汉瑞国际酒店                        | 因故取消 | “叁叁肆计划”因李志的“被封杀”而宣告暂停。 | “叁叁肆计划”因李志的“被封杀”而宣告暂停。 | “叁叁肆计划”因李志的“被封杀”而宣告暂停。 | “叁叁肆计划”因李志的“被封杀”而宣告暂停。 | “叁叁肆计划”因李志的“被封杀”而宣告暂停。 |
| 2019 | 四川 | 4月14日 | 阿坝州   | 阿坝师范学院水墨桃源大剧院          | 因故取消 | “叁叁肆计划”因李志的“被封杀”而宣告暂停。 | “叁叁肆计划”因李志的“被封杀”而宣告暂停。 | “叁叁肆计划”因李志的“被封杀”而宣告暂停。 | “叁叁肆计划”因李志的“被封杀”而宣告暂停。 | “叁叁肆计划”因李志的“被封杀”而宣告暂停。 |
| 2019 | 四川 | 4月18日 | 成都     | 梵木创艺区·正火艺术中心1号馆        | 因故取消 | “叁叁肆计划”因李志的“被封杀”而宣告暂停。 | “叁叁肆计划”因李志的“被封杀”而宣告暂停。 | “叁叁肆计划”因李志的“被封杀”而宣告暂停。 | “叁叁肆计划”因李志的“被封杀”而宣告暂停。 | “叁叁肆计划”因李志的“被封杀”而宣告暂停。 |